# Окс, Александр Борисович
Александр Борисович Окс (23 мая [4 июня] 1871, Одесса — 1932, Милан) — русский врач-офтальмолог, литератор, автор русско-латинского и латинско-русского словарей.

## Биография
Сын врача, редактора и издателя Бориса Абрамовича Окса. В январе 1897 года, после окончания медицинского факультета Юрьевского университета получил степень лекаря, и в течение полугода был штатным ассистентом глазной поликлиники у доктора медицины Шалма в Берлине. Затем, в 1897 и 1898 годах исполнял обязанности ординатора Госпитальной глазной клиники Императорской Военно-медицинской академии.
Был определён 4 января 1899 года на службу земским врачом Тульского уезда, а 28 ноября 1899 года переведен в 4-й пехотный Копорский полк младшим врачом. С 3 августа 1902 года по 1 февраля 1903 года командирован к третьей резервной артиллерийской бригаде. С 30 апреля 1903 года во Второй Санкт-Петербургской гимназии исполнял безвозмездно обязанности врача-специалиста по надзору за состоянием зрения у учеников. 
Работал офтальмологом при Попечительстве императрицы Марии Александровны о слепых, Санкт-Петербургском городском оспопрививательном институте, занимался частной практикой. Жил в Санкт-Петербурге на улице Рождественской, 38.
Будучи студентом, совместно с коллегой Людвигом Яковлевичем Якобзоном составил «Медицинский латинско-русский и русско латинский словарь», который с середины 1890-х годов выдержал ряд доработанных переизданий под редакцией его отца Б. А. Окса, последнее из которых было опубликовано государственным издательством медицинской литературы в 1934 году. Этими же авторами был составлен «Краткий медицинский русско-латинский словарь» (1896). Среди других публикаций А. Б. Окса — популярные материалы по уходу за зрением, путеводитель «Южный берег Крыма» (1912).
Эмигрировал из России и до конца жизни жил в Милане.

## Семья
- Братья — Виктор Борисович Окс (1879—1954), писатель, критик и драматург, присяжный поверенный; Евгений Борисович Окс (1899—1968), художник. Племянница — театральная художница Людмила Евгеньевна Окс (1931—2013).
- Дядя — юрист Моисей (Исаак) Абрамович Окс (1844, Бершадь — 1891, Одесса), автор трудов по юриспруденции, рассказов, фельетонов.
- Жена — Александра Эрнстовна Окс (в девичестве Герке)[3].
  - Дочь — Нина Александровна Долинская (26 июля 1896, Санкт-Петербург — ?), врач-офтальмолог[4].

## Публикации
- Медицинский латинско-русский и русско-латинский словарь. Составлен студентами-медиками Юрьевского университета А. Б. Оксом и Л. Я. Якобзоном под редакцией д-ра Б. А. Окса. 2-е изд., испр. и доп. — СПб, 1896. — 93 с.; 3-е изд., испр. и доп. — СПб, 1901. — 195 с.; 4-е изд., испр. и доп. — СПб: К. Л. Риккер, 1910. — 249 с.;  6-е изд., испр. и доп. Петроград: К. Л. Риккер, 1918. — 237 с.; 7-е изд., испр. и доп. проф. М. Я. Брейтманом. Л.—М.: Ленмедгиз, 1934. — 256 с.
- Краткий медицинский русско-латинский словарь: С включением греческих терминов и с приложением перечня употребительных латинских сокращений на рецептах. Составили Александр Окс и Людвиг Якобзон, студенты-медики Юрьевского университета. Редакция и издание д-ра Б. А. Окса. СПб: Типография инженера Г. Бернштейна, 1896. — 70 с.; 2-е изд., испр. и доп. — СПб: Типография инженера Г. Бернштейна 1896. — 93 с.
- Наставление к уходу за здоровыми и больными глазами. СПб: Попечительство императрицы Марии Александровны о слепых, 1911. — 16 с.
- Окс, Александр Борисович. Южный берег Крыма: Справочная книжка для туристов. — СПб.: Типография «Луч», 1912. — 176 с.